# Rose Point
Rose Point är en udde i Antarktis. Den ligger i Västantarktis. Inget land gör anspråk på området.
Terrängen inåt land är platt åt sydväst, men åt sydost är den kuperad. Havet är nära Rose Point åt nordväst. Trakten är glest befolkad. Närmaste befolkade plats är Russkaya Station, 3,9 kilometer sydväst om Rose Point.